# Bionicle
Бионикл (англ. Bionicle = BIOlogical chroNICLE) — серия экшен-фигурок от Lego, первые наборы которой поступили в продажу в начале 2001 года. Последние наборы линейки были выпущены в начале 2010 года. Компания LEGO возобновила выпуск серии в январе 2015 года, а о завершении было объявлено в конце июля 2016 года.
Предшественниками Бионикл были две серии Lego: «ROBORIDERS» и «SLIZERS», которые отчасти придали свой вид уже новой линейке с некоторыми теми же деталями и похожим стилем. Главное отличие было в том, что у Вселенной Бионикл появилась своя, более проработанная сюжетная линия. После закрытия на замену пришла серия «Hero factory».

## Наборы
Основой Bionicle являются наборы конструктора LEGO. Ежегодно выпускалась очередная линейка игрушек, связанная общим дизайном и легендой. Линейка игрушек делилась на несколько типов: основа серии — «канистры», в которых выпускаются персонажи, играющие ключевую роль в сюжете данного года; малые наборы, «импульсы», из минимума деталей, обычно выпускались в маленьких картонных коробках; так называемые «титаны» — крупные наборы в линейке, выпускаются в больших картонных коробках (значительно превышающих размеры коробок малых наборов). Большие наборы делятся на такие классификации, как «воины», «транспорт» и «сооружения». С 2005 по 2007 года выпускались так называемые «плейсеты», состоящие не из деталей бионикл, а обычного Лего.
Линейка наборов выпускалась по полугодиям. В первом полугодии 2001 года в продажу стабильно поступала первая шестёрка канистровых наборов, шесть «импульсов» (Тураги), а также несколько «титанов». Во втором полугодии выпускалась вторая шестёрка «канистр», а также дополнительные титаны.
В 2001 году в продажу поступил набор с дистанционным радио-управлением «Манасы».
Также в продажу поступали наборы специального и ограниченного выпуска (в различные времена выходили различные типы таких игрушек, хотя в последние годы серии ограниченными и специальными становились в основном титанические наборы).
В 2009 году было объявлено о завершении серии, и в 2010 году вышли последние 6 наборов Бионикл серии Stars, состоящие из самых популярных персонажей прошлых лет в уменьшенном формате.
10 октября 2014 года на выставке Comic-Con в Нью-Йорке прошла презентация перезапуска серии.
В 2015 году в первом полугодии были выпущены 3 больших Тоа, 3 Тоа масштаба канистр и шесть «Стражей» — эквивалентов импульсов. Также был выпущен злодей, по размерам несколько превосходящий «канистру», — Лорд Черепных пауков.
Во втором полугодии злодеи — костяные монстры и в качестве «титанического» — набор содержавшего Стального Черепа и Экиму.
В 2016 году дизайн и функциональность Тоа были обновлены.
29 июля 2016 года компания Lego официально заявила в своём Твиттере о завершении перезапуска серии к 2017 году, аргументировав это тем, что компанию не устраивают продажи наборов, а позже заявила что выпуск маски Абсолютной Силы в содержимом наборов не состоится. При этом владельцы бренда Bionicle допускают возвращение серии в будущем.
Всего в серии было выпущено 456 наборов.

## Мультфильмы
Успех игрушек убедил компанию LEGO в необходимости продвигать вселенную в другие медийные сферы. В 2003—2005 годах компанией Miramax были выпущены три фильма BIONICLE, а в 2008 LEGO и Universal Studios заключили контракт на производство ещё трех фильмов — по одному в год. Первый фильм новой трилогии, «Возрождение легенды», в России вышел 8 сентября 2009 года. Оставшиеся два фильма были отменены в связи с закрытием серии. В 2015 году выпускался мультсериал, состоящий из серий по 1 минуте 30 секунд. Финальная серия длится 2 минуты, включая титры. А начиная с 4 марта 2016 года выпускался ещё один анимированный сериал, созданный компанией Lego совместно с Netflix, под названием Lego Bionicle: The Journey to One.
- Бионикл: Маска Света (BIONICLE: Mask of Light, 2003)
- Бионикл 2: Легенда Метру-Нуи (BIONICLE 2: Legends of Metru Nui, 2004)
- Бионикл 3: В паутине теней (BIONICLE 3: Web of Shadows, 2005)
- Бионикл: Легенда возрождается (BIONICLE: The Legend Reborn, 2009)

## Книги
Книги, посвященные серии, издаются с 2003 года. Первые четыре написаны наёмным автором Кэти Хапкой, после неё все книги — с конца 2003 по 2011 год — написал Грег Фаршти, член внутренней команды LEGO, занимающейся данной серией конструктора. После закрытия серии он продолжал несколько веб-сериалов, на данный момент они не окончены. С августа 2015 года возобновилось издание книг, посвященных Bionicle, но уже другим автором. Им стал Райдер Уиндэм, писавший ранее книги по вселенной Star Wars.

## Комиксы
Комиксы издавались компанией DC Comics с 2001 по 2010 годы. На данный момент в трёх подсериях издано 43 выпуска, а также 9 сборников и некоторое количество бесплатных промо-комиксов.

## Сообщество поклонников BIONICLE
Несмотря на то, что конструкторы LEGO серии BIONICLE рассчитаны на детей от 7—16 лет, у привязанной к наборам истории и вымышленной вселенной присутствует немалое количество взрослых поклонников.
История и масштабы BIONICLE, как и любой другой вымышленной вселенной, обширны, и деятельность поклонников данной серии не ограничивается «игрой в игрушки» или коллекционированием фигурок, как считают многие.
Литературная, художественная деятельность, моделирование (как игровое, так и программное) — лишь некоторые из множества проявлений творчества поклонников BIONICLE. Немалую роль играет российское сообщество фанатов.